# قشگر-قشلاق (شهرستان قره‌سو)
قشگر-قشلاق (به لاتین: Kashgar-Kyshtak) یک منطقهٔ مسکونی در قرقیزستان است که در شهرستان قره‌سو (قرقیزستان) واقع شده‌است. قشگر-قشلاق ۱۶٬۲۸۰ نفر جمعیت دارد و ۸۶۴ متر بالاتر از سطح دریا واقع شده‌است.